# Амзара (Гульрипшский район)
Амзара (абх. Амзара, груз. ამზარა) — село в Абхазии, в Гулрыпшском районе частично признанной Республики Абхазия, согласно административному делению Грузии — в Гульрипшском муниципалитете Абхазской Автономной Республики. Высота над уровнем моря составляет 280 метров.

## Население
В 1959 году в селе Амзара проживало 32 человека, в основном армяне (в Амткельском сельсовете в целом — 2245 человек, также в основном армяне, кроме преимущественно грузинских сёл Када, Шуамта и Цацхвиари). В 1989 году в селе проживало 2 человека, в основном армяне.